# Hieracium rapunculoidiforme
Hieracium rapunculoidiforme là một loài thực vật có hoa trong họ Cúc. Loài này được Woł. mô tả khoa học đầu tiên năm 1911.